# Ліскув (гміна)
Гміна Ліскув (пол. Gmina Lisków) — сільська гміна у північно-західній Польщі. Належить до Каліського повіту Великопольського воєводства.
Станом на 31 грудня 2011 у гміні проживало 5401 особа.

## Територія
Згідно з даними за 2007 рік площа гміни становила 75.83 км², у тому числі:
- орні землі: 84.00%
- ліси: 10.00%

Таким чином, площа гміни становить 6.54% площі повіту.

## Населення
Станом на 31 грудня 2011:
| Опис     | Загалом | Загалом | Чоловіки | Чоловіки | Жінки | Жінки |
| -------- | ------- | ------- | -------- | -------- | ----- | ----- |
| одиниця  | осіб    | %       | осіб     | %        | осіб  | %     |
| все      | 5401    | 100     | 2606     | 48.25    | 2795  | 51.75 |
| міське   | 0       | 100     | 0        |          | 0     |       |
| сільське | 5401    | 100     | 2606     | 48.25    | 2795  | 51.75 |

## Сусідні гміни
Гміна Ліскув межує з такими гмінами: Ґощанув, Кавенчин, Козьмінек, Гміна Цекув-Кольонія.